# Jasper van der Werff
Jasper van der Werff (Speicher (Zwitserland), 9 december 1998) is een Zwitsers voetballer, van Nederlandse komaf, die uitkomt voor Paderborn  dat hem huurt van Red Bull Salzburg.

## Carrière

### Jeugd
Van der Werff werd geboren in het Zwitserse Speicher, als kind van twee Nederlandse ouders. In zijn jeugd speelde hij tennis en voetbal, maar hij besloot uiteindelijk voor het laatste te kiezen. Voetbal sowieso nam een prominente plaats in in het gezin. Zijn oudere broer Sebastiaan van der Werff, speelde in de jeugdopleiding van FC St. Gallen. Op 9-jarige leeftijd werd Van der Werff tevens toegelaten tot de jeugdopleiding van FC St. Gallen. Hij doorliep alle jeugdelftallen en groeide uit tot een multifunctionele verdediger, die zowel links, rechts als centraal in de verdediging kon spelen. Hij rondde zijn middelbare school af en trainde aan de Zwitserse nationale voetbalacademie in Emmen.

### FC St. Gallen
In het seizoen 2017-2018 sloot Van der Werff zich aan bij FC St. Gallen onder 21, dat uitkwam in de 1. Liga. Hier speelde hij elf wedstrijden. In de winterstop van het seizoen sloot hij definitief aan bij de a-selectie. Op 17 februari 2018 maakte hij als basisspeler zijn debuut in het eerste elftal van de club in een wedstrijd tegen FC Basel. Hierna verwierf Van der Werff een basisplaats en kwam hij in de belangstelling van meerdere clubs.

### Red Bull Salzburg
In de zomer van 2018 verruilde Van der Werff FC St. Gallen voor Red Bull Salzburg, waar hij een contract tekende tot de zomer van 2022. Hij werd verhuurd aan satellietclub FC Liefering en vanaf januari 2020 aan FC Basel.

### Internationale carrière
In 2014 kwam Van der Werff tweemaal uit voor het Zwitsers voetbalelftal onder 16. Op basis van zijn afkomst mag Van der Werff ook uitkomen voor het Nederlands voetbalelftal. Hij heeft echter een voorkeur uitgesproken voor Zwitserland.
1 Hitz ·
3 Vouilloz ·
4 Comas ·
6 Dräger ·
7 Kololli ·
8 Baró ·
9 Carlos ·
10 Shaqiri ·
11 Traoré ·
13 Salvi ·
14 Fink ·
18 Essiam ·
19 Šotiček ·
21 Sigua ·
22 Leroy ·
25 Van Breemen ·
26 Barišić ·
27 Rüegg ·
28 Vogel ·
29 Cissé ·
30 Kade ·
31 Schmid  ·
32 Adjetey ·
34 Xhaka ·
35 Beney ·
37 Avdullahu ·
39 Zé ·
43 Akahomen ·
Coach: Celestini
· Assistent-coach: Callà
· Assistent-coach: Rueda